# Niemberger Fibel

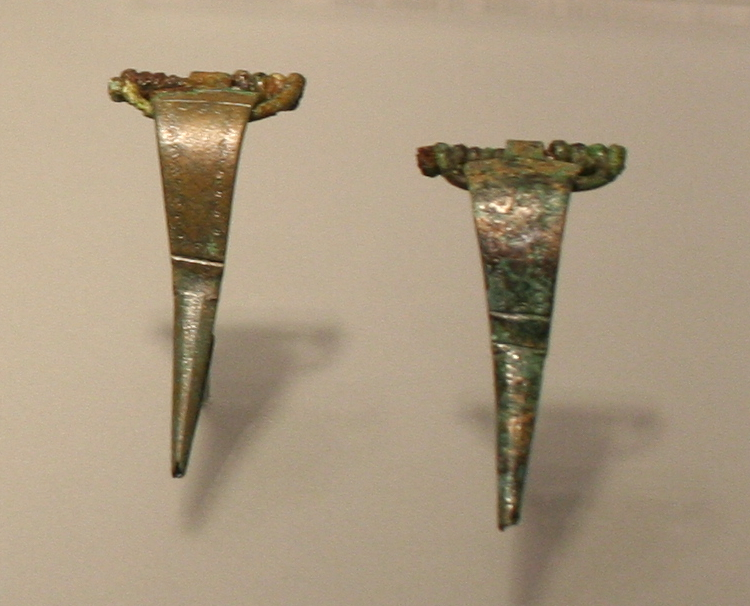
Blechartige Niemberger Fibeln mit tütenförmigem Fuß

Die Niemberger Fibel ist eine archäologische Fundgattung der frühen Völkerwanderungszeit (375 bis 450 n. Chr.), die auf einem Gräberfeld bei Niemberg im Saalekreis entdeckt und für die Niemberger Gruppe namengebend wurde.
Diese Fibelform charakterisiert bezüglich Fundspektrum und Verbreitung der völkerwanderungszeitlichen Formengruppe in Mitteldeutschland mehr als alle anderen Fibelformen die Völkerwanderungszeit Mitteldeutschlands.
Die formenkundliche Analyse der Niemberger Fibel lieferte dem Prähistoriker Berthold Schmidt die Grundlage für die Chronologie der Völkerwanderungszeit, die bis heute für die Ur- und Frühgeschichte Mitteldeutschlands angewendet wird.